# Троїца (Молдова)
Троїца (рум. Troița) — село в Леовському районі Молдови. Входить до складу комуни, адміністративним центром якої є село Вознесень.